# Zaljevski arapski
Zaljevski arapski (khaliji arapski; ISO 639-3: afb), jedan od arapskih jezika kojim govori 3 599 000 ljudi na Arapskom poluotoku u državama uz Perzijski zaljev. 
Arapi koji govore ovim jezikom nazivaju se Khaliji Arapi ili zaljevski Arapi i ima nekoliko dijalekata: al-hasaa u Saudijskoj Arabiji, sjevernokatarski i južnokatarski u Kataru, kuvajtski hadari arapski u Kuvajtu, khamseh u Iranu (plemena Khamseh), bahreinski zaljevski i Bahreinu i zubair-faau arapski u Iraku.
Zaljevski arapski govori se u UAE (744 000), Saudijska Arabija (200 000), Katar (104 000; 1986), Omanu (441 000; 1995), Kuvajtu (500 000; 1986), Iran (200 000; 1993), Bahrein (100 000; 1995), Irak (40 000), Jemen (10 000).

## Vanjske poveznice
- Ethnologue (14th)
- Ethnologue (15th)